# Matthias Rott
Pour les articles homonymes, voir Rott.
Matthias Rott (né le 19 février 1974 à Bernau bei Berlin, Allemagne) est un acteur allemand.
Il a suivi des cours, de 1996 à 2000, à l'École supérieure de musique et de théâtre Felix Mendelssohn Bartholdy de Leipzig.
Il s'est produit sur les planches de Halle, Nuremberg (2004), Chemnitz (1999-2000), Berlin (2003-2007), Rostock (en 2007) et Darmstadt (2000-2003).
Depuis 1995, il joue dans des productions télévisées et il est notamment connu, en France, pour son rôle de Boris dans Le Destin de Lisa. 
Depuis 2008, il fait partie de l'Orchestre philharmonique de la ville de Heidelberg.